# Sabinianus (Kaiser)
Sabinianus war ein römischer Gegenkaiser in der Zeit der Reichskrise des 3. Jahrhunderts.
Sabinianus wurde 240 von den Karthagern zum Kaiser erhoben, weil diese mit Gordian III. unzufrieden waren. Er wurde jedoch noch im selben Jahr vom Statthalter von Mauretanien besiegt. Seine eigenen Truppen lieferten ihn in Karthago aus, womit sie um Vergebung baten. Es wurde vermutet, dass er Marcus Asinius Sabinianus, Prokonsul von Africa, gewesen sei, das gilt aber als unwahrscheinlich.